# Јутро, подне, вече
„Јутро, подне, веће” је југословенски ТВ филм из 1979. године. Режирали су га Јасмина Тешановић и Радослав Владић а сценарио је написао Давид Албахари.

## Улоге
| Глумац        | Улога |
| ------------- | ----- |
| Ђорђе Свишчов |       |